# Dynamic Trunking Protocol
| QS-Informatik | Dieser Artikel wurde wegen inhaltlicher Mängel auf der Qualitätssicherungsseite der Redaktion Informatik eingetragen. Dies geschieht, um die Qualität der Artikel aus dem Themengebiet Informatik auf ein akzeptables Niveau zu bringen. Hilf mit, die inhaltlichen Mängel dieses Artikels zu beseitigen, und beteilige dich an der Diskussion! (+) Begründung: OMA-Tauglichkeit --Trac3R 00:37, 27. Feb. 2010 (CET) |

Das Dynamic Trunking Protocol (DTP) ist ein proprietäres Netzwerkprotokoll der Firma Cisco Systems.
Es dient in lokalen Netzwerken (LANs) dazu, auf Ethernet-Links das VLAN-Trunking (d. h. ob der Link zu einem Trunk oder zu einem Access-Port wird, oder inaktiv bleibt) sowie ggf. die Art der Einkapselung (ISL oder IEEE 802.1q) selbständig zu verhandeln.
Dazu versendet das Interface DTP-Frames an die Multicast-MAC-Adresse 01-00-0C-CC-CC-CC, die auch von weiteren proprietären Cisco-Protokollen wie z. B. VTP, PAgP oder UDLD verwendet wird.
Unter Trunking wird hier verstanden, dass mehrere VLANs über eine einzige physikalische Verbindung übertragen werden. Das bekannteste  standardisierte Verfahren hierzu ist IEEE 802.1q, daneben gibt es noch einige proprietäre Lösungen wie z. B. Cisco’s ISL.
DTP kennt die fünf Modi access, trunk, dot1q-tunnel, dynamic auto und dynamic desirable.
Das Verhandeln des Trunkings kann dem Netzwerk-Administrator zwar Zeit und Arbeit sparen, wird aber unter dem Aspekt der Netzwerksicherheit eher kritisch betrachtet. Die meisten Sicherheits-Experten raten daher zum Deaktivieren von DTP.
Das Feld „Status“ gibt den DTP-Modus an (on, off, desirable oder auto), „dtptype“ enthält Informationen über die Art des Trunkings (Negotiate, ISL oder IEEE 802.1q)

## Konfiguration
Die Konfiguration von DTP erfolgt unter IOS im Interface-Konfigurationsmodus zum einen mit dem Kommando [no] switchport negotiate.
Dieses Kommando schaltet DTP auf dem entsprechenden Interface generell ein oder aus. Dies ist allerdings nur möglich, wenn entweder der Modus access oder trunk auf dem Interface konfiguriert wurde.
Andererseits hat aber auch das switchport mode–Kommando, welches den jeweiligen Modus festlegt, noch großen Einfluss auf das Verhalten von DTP: 
- switchport mode access

Interface ist im permanenten Nicht-Trunking Modus, DTP-Frames werden versendet.
- switchport mode trunk

Permanentes Trunking, DTP-Frames werden gesendet.
- switchport mode dot1q-tunnel

Port wird zum Tunnelport, auf dem ein einzelnes Tunnel VLAN konfiguriert wird. Über dieses Tunnel VLAN können mehrere Kunden VLANs transportiert werden.
In den Ethernet Frame wird vom Ingress Switch vor dem eigentlich VLAN-Tag ein zweiter dot1q-Tag eingefügt. Dieser wird vom Egress Switch wieder abgelöst, und das Paket wird als normales getaggtes Paket weiterverarbeitet.
- switchport mode dynamic desirable

(aktiv) Port wird Trunk, wenn sein Nachbarport am anderen Ende als Trunk, dynamic desirable oder dynamic auto konfiguriert ist. DTP-Frames werden gesendet.
- switchport mode dynamic auto

(passiv) Port wird Trunk, wenn Nachbarport am anderen Ende als Trunk oder dynamic desirable konfiguriert ist. DTP-Frames werden nicht gesendet.

## Ausgabe mit Show- oder Debug-Kommando
Folgendes Show-Kommando zeigt, ob DTP ein- oder ausgeschaltet ist, sowie den konfigurierten DTP-Modus:
```
Switch#show interface FastEthernet 4/1 switchport

…

Administrative Mode: dynamic desirable

Operational Mode: trunk

…

Negotiation of Trunking: On

…
```

Auch ein Debugging ist, wie bei Cisco üblich, möglich:
```
Switch# debug dtp states

01:15:37: DTP-state:Fa4/1:Starting state transition from state S3:NT-DTP, event 6b:TN EXP TRK ../dyntrk/dyntrk_fsm.c:631

01:15:37: DTP-state:Fa4/1:Executing action 8 ../dyntrk/dyntrk_fsm.c:816

01:15:37: DTP-state:Fa4/1:Ending state transition to state S6:TRUNK ../dyntrk/dyntrk_fsm.c:659
```